# Crucero de Caminos
Crucero de Caminos är en ort i Mexiko.   Den ligger i kommunen Xochistlahuaca och delstaten Guerrero, i den sydöstra delen av landet, 300 km söder om huvudstaden Mexico City. Crucero de Caminos ligger 455 meter över havet och antalet invånare är 102.
Terrängen runt Crucero de Caminos är huvudsakligen kuperad, men åt nordost är den bergig. Runt Crucero de Caminos är det ganska glesbefolkat, med 50 invånare per kvadratkilometer. Närmaste större samhälle är Tlacoachistlahuaca, 9,1 km väster om Crucero de Caminos. Omgivningarna runt Crucero de Caminos är en mosaik av jordbruksmark och naturlig växtlighet.